# ثيودور دورستن
ثيودور دورستن ( باللاتينية : Theodoricus Dorstenius ) ( دورستين 1492- كاسل 18 مايو 1552) (بالألمانية: Theodor Dorsten)‏ عالم نباتات وطبيب ألماني .

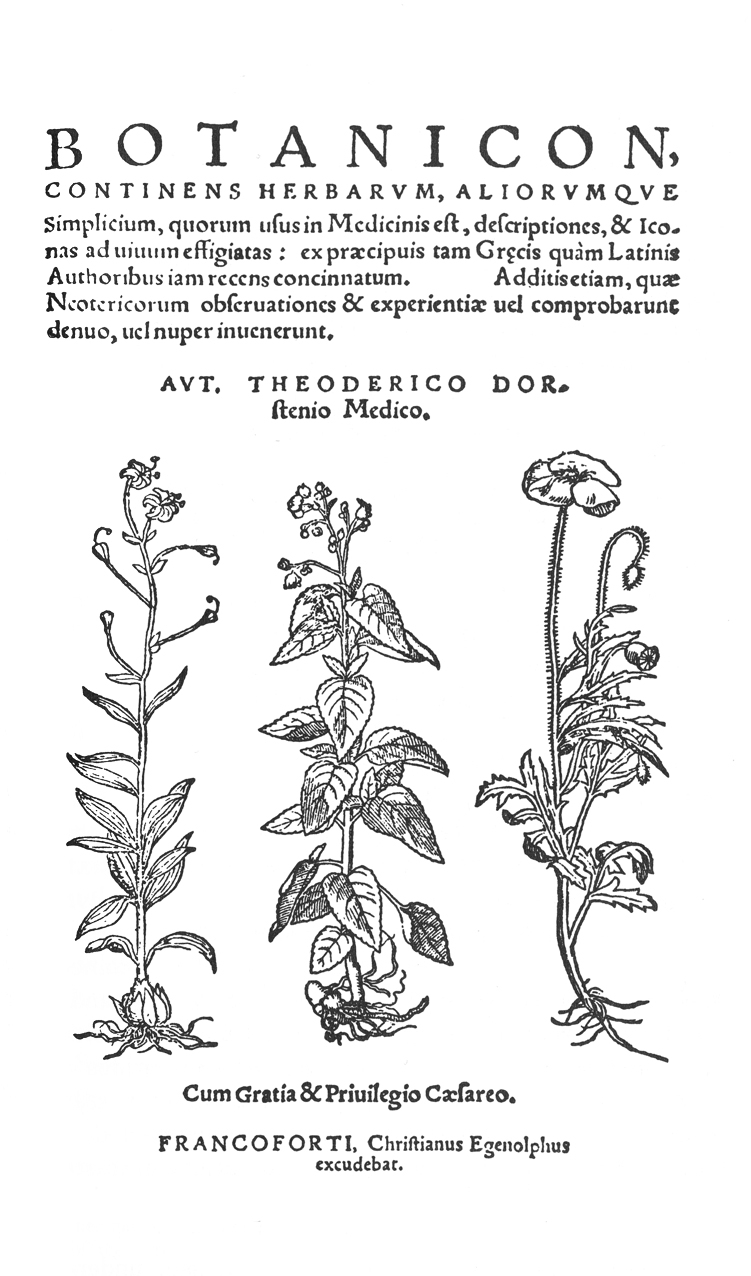
غلاف أحد مؤلفات تيودور دورستين في وصف النباتات.